# Pavlovac, Vranje
Pavlovac (izvirno srbsko Павловац) je naselje v Srbiji, ki upravno spada pod Mesto Vranje; slednja pa je del Pčinjskega upravnega okraja.

## Demografija
V naselju, katerega izvirno (srbsko-cirilično) ime je Павловац, živi 608 polnoletnih prebivalcev, pri čemer je njihova povprečna starost 33,1 let (32,1 pri moških in 34,3 pri ženskah). Naselje ima 218 gospodinjstev, pri čemer je povprečno število članov na gospodinjstvo 4,03.
Prebivalstvo je večinoma nehomogeno.
|  |

| Demografija | Demografija     | Demografija     |
| Leto        | Št. prebivalcev | Št. prebivalcev |
| ----------- | --------------- | --------------- |
|             |                 |                 |
|             |                 |                 |
|             |                 |                 |
|             |                 |                 |
| 1948        | 568             |                 |
| 1953        | 640             |                 |
| 1961        | 682             |                 |
| 1971        | 716             |                 |
| 1981        | 771             |                 |
| 1991        | 890             | 885             |
| 2002        | 891             | 878             |
|             |                 |                 |

| Etnična sestava po popisu iz leta 2002 | Etnična sestava po popisu iz leta 2002 | Etnična sestava po popisu iz leta 2002 | Etnična sestava po popisu iz leta 2002 | Etnična sestava po popisu iz leta 2002 |
| -------------------------------------- | -------------------------------------- | -------------------------------------- | -------------------------------------- | -------------------------------------- |
| Srbi                                   | Srbi                                   |                                        | 497                                    | 56,60%                                 |
| Romi                                   | Romi                                   |                                        | 380                                    | 43,28%                                 |
| Makedonci                              | Makedonci                              |                                        | 1                                      | 0,11%                                  |
| Neznano                                | Neznano                                |                                        | 0                                      | 0,0%                                   |